# Marc Forster
Marc Forster (* 30. listopadu 1969, Illertissen) je německý filmový režisér, producent a scenárista, který točí hlavně v Hollywoodu. Proslavil se režií filmů Ples příšer (2001), Hledání Země Nezemě (2004), komedie Horší už to nebude (2006), bondovky Quantum of Solace (2008), apokalyptické sci-fi Světová válka Z (2013) či pohádky Kryštůfek Robin (2018).
Narodil se v Německu německo-švýcarským rodičům. Od devíti let žil ve Švýcarsku, ve dvaceti, roku 1990, odešel do Spojených států. V roce 1995 odešel do Hollywoodu, v roce 2000 zde natočil první velký film Everything Put Together. Rok poté poslal do kin trhák Ples příšer, který ho proslavil. Halle Berryová získala za výkon v tomto snímku Oscara za hlavní roli, jako první černoška.